# أكيرا (فلم هندي)
أكيرا هو فيلم درامي عمل هندي عام 2016 شارك في كتايته، إخراجه، وأنتجه أر موروغادوس. إنه طبعة جديدة من فيلم التاميل منى جورو عام 2011 و تتميز سوناكشي سينها في دور صاحبه حق.
بدأ التصوير الرئيسي في مارس 2015، وأصدر الفيلم في جميع أنحاء العالم في 2 سبتمبر 2016. نظم التسجيل الصوتي التصويري من قبل فيشال شيخار[وصلة مكسورة] واصدر في 16 أغسطس 2016.